# ورزشگاه حمد بن خلیفه
ورزشگاه حمد بن خلیفه که با نام ورزشگاه باشگاه ورزشی الاهلی قطر نیز نامیده می‌شود یک ورزشگاه چندکاربردی در دوحه، قطر می‌باشد. امروزه از آن بیشتر برای برپایی مسابقه‌های فوتبال و به عنوان ورزشگاه خانگی باشگاه ورزشی الاهلی قطر استفاده می‌شود. این ورزشگاه گنجایش ۱۲٬۰۰۰ نفر تماشاچی را دارد.